# Pusionella compacta
Pusionella compacta là một loài ốc biển, là động vật thân mềm chân bụng sống ở biển thuộc họ Clavatulidae.